# Plac Ignacego Daszyńskiego w Toruniu
Plac Ignacego Daszyńskiego w Toruniu – plac znajdujący się w Toruniu. Został on gruntownie przebudowany podczas budowy mostu gen. Elżbiety Zawackiej. W ramach realizacji inwestycji drogowej, na placu wybudowano trzypoziomowe skrzyżowanie, umożliwiające bezkolizyjne poruszanie się pojazdów w różnych kierunkach oraz wyremontowano torowisko tramwajowe. W skład skrzyżowania wchodzą m.in. tunel, rondo i estakada.
Nad placem znajduje się dwupasmowa, jednokierunkowa estakada im. Marka Sudaka. Pierwotnie nazywała się estakadą Żółkiewskiego. Została oddana do użytku 30 sierpnia 2013 roku. Nową nazwę otrzymała 29 sierpnia 2014 roku. Upamiętnia ona Marka Sudaka - inżyniera, głównego projektanta mostu drogowego im. Elżbiety Zawackiej, zmarłego w 2011 roku, dwa lata przed oddaniem mostu.